# Gosford Park
Gosford Park (ang. Gosford Park) – film z roku 2001 w reżyserii Roberta Altmana.

## Fabuła
Anglia. Listopad 1932. Do rezydencji sir Williama McCordle'a przybywają krewni i znajomi. W gronie arystokratów znajduje się też miejsce dla aktora Ivora Novello (postać autentyczna) i dla amerykańskiego producenta filmowego. Wokół gości krząta się liczna służba. Podczas uroczystej kolacji wieńczącej polowanie właściciel posiadłości zostaje zamordowany.

## O filmie
Film składa się z pozornie nie powiązanych ze sobą scen (reżyser na przemian przedstawia krótkie wątki) i rozgrywa na dwóch planach. Ukazuje życie na salonach, równie ważny jest jednak świat służących. Oba rządzą się swoimi prawami, a relacje między nimi nie są jasno określone. Najważniejszą postacią jest młoda pokojówka Mary Maceachran, zakochana w kamerdynerze Robercie Parksie.
Gosford Park jest dziełem trudnym do zakwalifikowania gatunkowo – zawiera elementy kryminału, ale także dramatu czy nawet czarnej komedii. W filmie wybitne kreacje stworzyło kilkunastu znanych aktorów różnych pokoleń.

## Obsada
- Michael Gambon – sir William McCordle
- Camilla Rutherford – jego córka Isobel
- Kristin Scott Thomas – lady Sylvia McCordle
- Geraldine Somerville – jej siostra Louisa, lady Stockbridge
- Charles Dance – Raymond, lord Stockbridge
- Natasha Wightman – druga siostra, lady Lavinia Meredith
- Tom Hollander – jej mąż, komandor Anthony Meredith
- Jeremy Northam – aktor Ivor Novello
- Maggie Smith – Constance, lady Trentham
- Bob Balaban – Morris Weissman, amerykański producent
- Alan Bates – Jennings
- Helen Mirren – pani Wilson
- Eileen Atkins – pani Croft
- Emily Watson – Elsie
- Stephen Fry – inspektor Thompson
- Kelly Macdonald – Mary Maceachran
- Clive Owen – Robert Parks
- Ryan Phillippe – Henry Denton

- Derek Jacobi – Probert
- Laurence Fox – Rupert Standish

## Nagrody i nominacje (wybrane)
Oscary za rok 2001
- Najlepszy scenariusz oryginalny – Julian Fellowes
- Najlepszy film (nominacja)
- Najlepsza reżyseria – Robert Altman (nominacja)
- Najlepsza scenografia i dekoracje wnętrz – Stephen Altman, Anna Pinnock (nominacja)
- Najlepsze kostiumy – Jenny Beavan (nominacja)
- Najlepsza aktorka drugoplanowa – Helen Mirren (nominacja)
- Najlepsza aktorka drugoplanowa – Maggie Smith (nominacja)

Złote Globy 2001
- Najlepsza reżyseria – Robert Altman
- Najlepsza komedia/musical (nominacja)
- Najlepszy scenariusz – Julian Fellowes (nominacja)
- Najlepsza aktorka drugoplanowa – Helen Mirren (nominacja)
- Najlepsza aktorka drugoplanowa – Maggie Smith (nominacja)

Nagrody BAFTA 2001
- Nagroda im. Alexandra Kordy dla najlepszego brytyjskiego filmu
- Najlepsze kostiumy – Jenny Beavan
- Nagroda im. Davida Leana za reżyserię – Robert Altman (nominacja)
- Najlepszy scenariusz oryginalny – Julian Fellowes (nominacja)
- Najlepsza scenografia – Stephen Altman (nominacja)
- Najlepsza charakteryzacja – Sallie Jaye, Jan Archibald (nominacja)
- Najlepsza aktorka drugoplanowa – Helen Mirren (nominacja)
- Najlepsze aktorka drugoplanowa – Maggie Smith (nominacja)
- Nagroda im. Carla Foremana dla najbardziej obiecujące odkrycie – Julian Fellowes (nominacja)

Cezary 2003
- Najlepszy film z Unii Europejskiej (nominacja)

Europejskie Nagrody Filmowe 2002
- Nagroda publiczności - Najlepsza aktorka – Helen Mirren (nominacja)
- Nagroda publiczności - Najlepsza aktorka – Maggie Smith (nominacja)
- Nagroda publiczności - Najlepsza aktorka – Emily Watson (nominacja)

Nagroda Satelita 2002
- Najlepsza aktorka drugoplanowa w komedii/musicalu – Maggie Smith
- Nagroda Specjalna dla najlepszej obsady – Eileen Atkins, Bob Balaban, Alan Bates, Charles Dance, Stephen Fry, Michael Gambon, Richard E. Grant, Tom Hollander, Derek Jacobi, Kelly Macdonald, Helen Mirren, Jeremy Northam, Clive Owen, Ryan Phillippe, Kristin Scott Thomas, Maggie Smith, Geraldine Somerville, Sophie Thompson, Emily Watson, James Wilby
- Najlepsza komedia/musical (nominacja)
- Najlepsza scenografia – Stephen Altman, Anna Pinnock (nominacja)
- Najlepsza aktorka drugoplanowa w komedii/musicalu – Helen Mirren (nominacja)
- Najlepsza aktorka drugoplanowa w komedii/musicalu – Emily Watson (nominacja)